# Le Petit Parisien
Le Petit Parisien (der Kleine Pariser) war das populärste Journal der Dritten Republik.

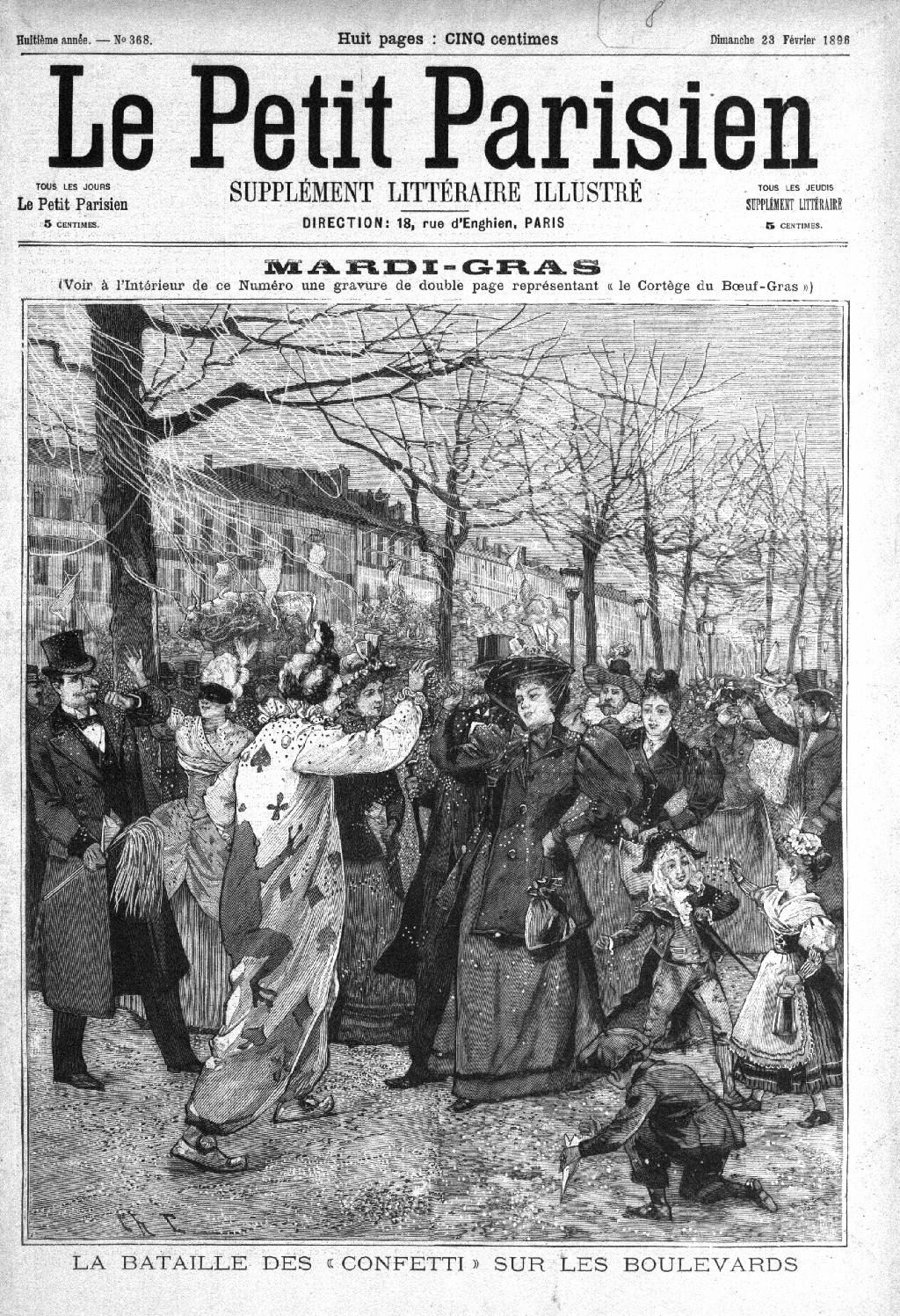
Titelblatt mit Karneval in Paris, 1896

Am 15. Oktober 1876 erschien die Tageszeitung erstmals. 20 Jahre bestand sie nur knapp den harten Konkurrenzkampf in der Presselandschaft. Im Oktober 1901 beschloss Eugène Letellier den Petit Parisien mit sechs statt vier Seiten herauszubringen, um seinen Konkurrenten Le Matin einzuholen. Trotz der Anstrengungen wurde das Journal nicht führend. Auf Vermittlung von Henri Béraud kam 1923 aber der Investigativjournalist und Sportreporter Albert Londres zum Le Petit Parisien.
Am 10. Juni 1940 verlegte die Zeitung ihren Sitz nach Bordeaux und ging am 8. Oktober zurück in das von der Wehrmacht besetzte Paris. Am 10. Februar 1941 formte das deutsche Militärgouvernement die Zeitung zum Propagandainstrument um. 1944 wurde die Zeitung wegen Kollaboration mit den Feinden eingestellt. Nach der Befreiung Frankreichs erschien die Zeitung ab 6. Januar 1945 erneut für einige Monate in Konstanz, noch immer unter der Leitung von Claude Jeantet.